# 日ノ御埼

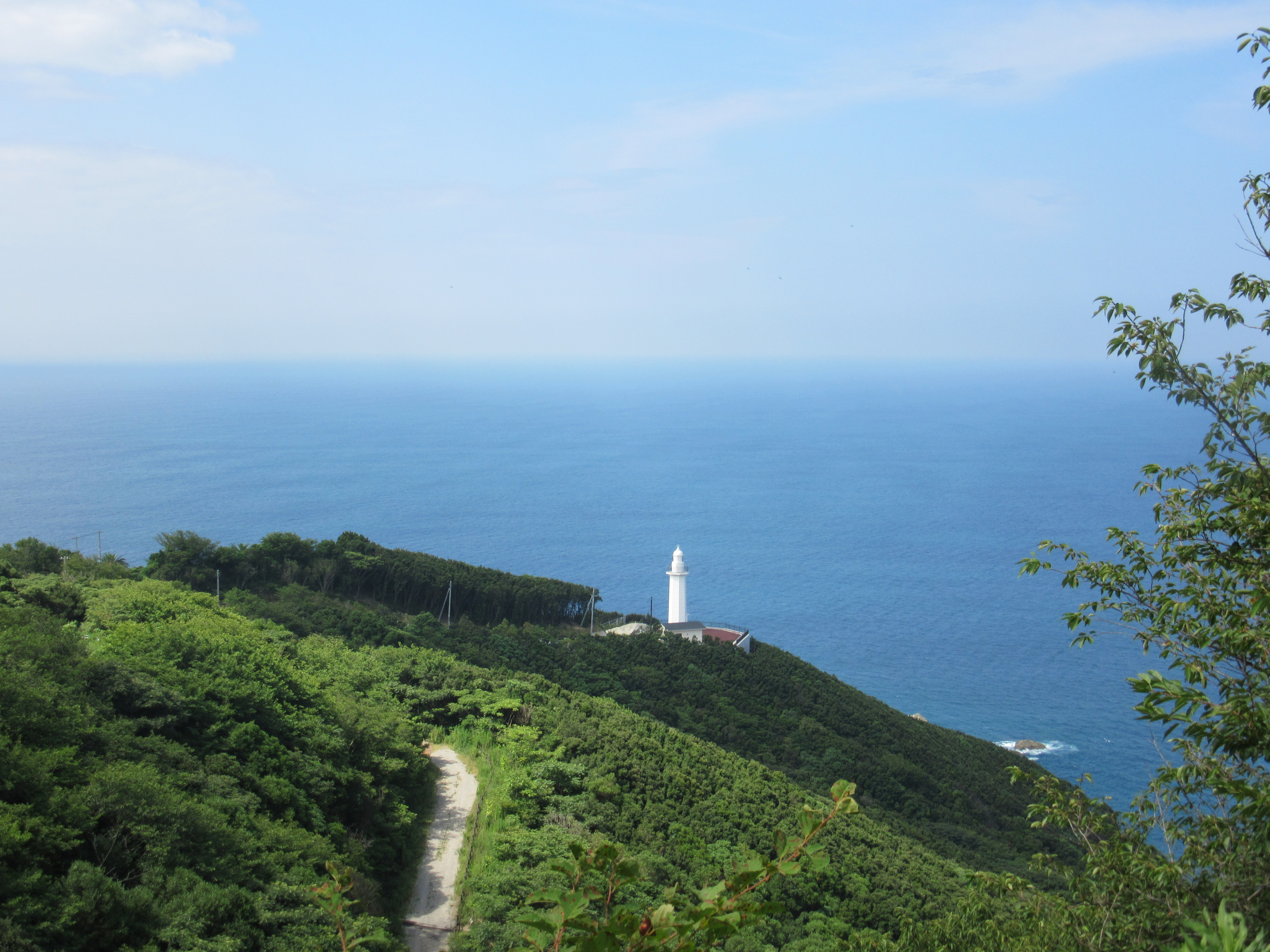
日の岬（和歌山県美浜町）

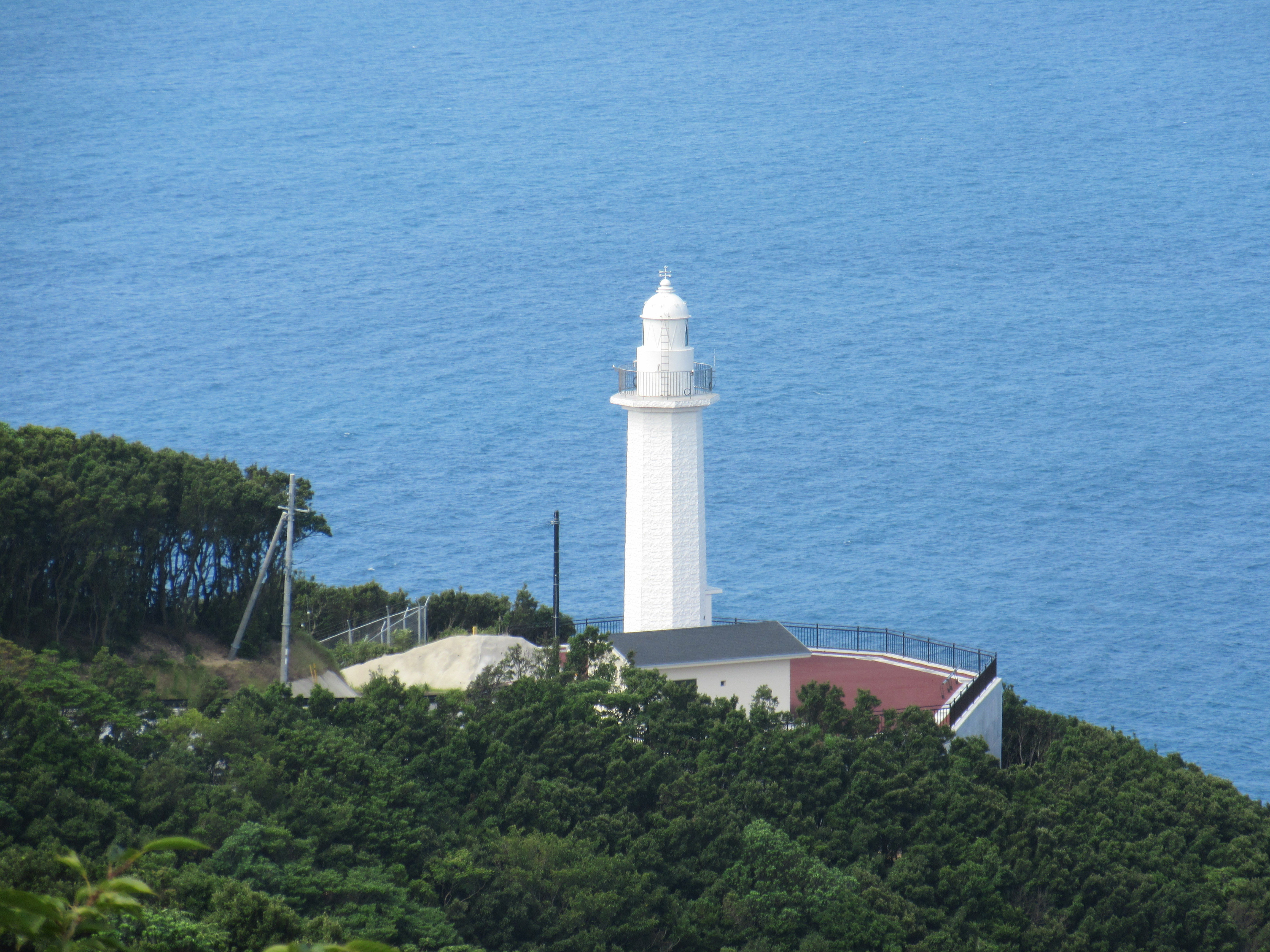
日の岬灯台

日ノ御埼（ひのみさき）は、和歌山県日高郡日高町及び美浜町の町境に位置し、紀伊水道に面する岬。
紀伊半島の最西端。和歌山県立煙樹海岸自然公園の一部。

## 地理
- 白馬山脈（しらまさんみゃく）が紀伊水道に突き出た西端。
- 標高約100mで、頂上には1895年（明治28年）1月25日初点灯の紀伊日ノ御埼灯台がある。

## 交通

### 鉄道・バス
- 紀勢本線御坊駅から御坊南海バス、海猫島行き20分、海猫島下車後徒歩45分。

### 道路
- 国道42号から和歌山県道20号御坊由良線